# 伊娃 (阿拉巴马州)
伊娃（英文：Eva），是美国阿拉巴马州下属的一座城市。面积约为4.07平方英里（约合10.54平方公里）。根据2010年美国人口普查，该市有人口519人，人口密度为127.49/平方英里（约合49.24/平方公里）。